# Maniów (powiat wrocławski)
Maniów (niem. Mohnau) – wieś w Polsce położona w województwie dolnośląskim, w powiecie wrocławskim, w gminie Mietków.

## Podział administracyjny

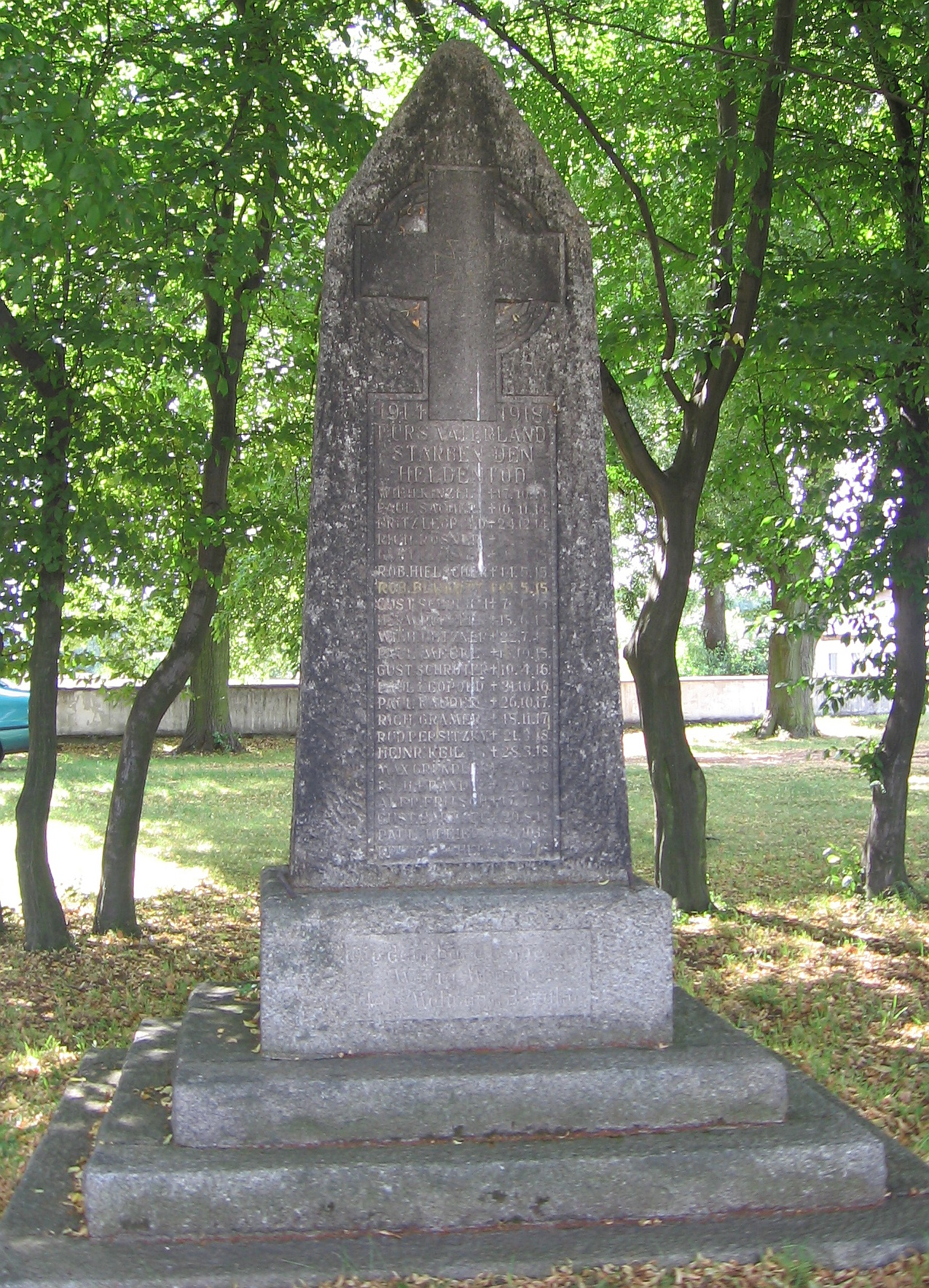
Obelisk poświęcony mieszkańcom Maniowa poległym w czasie
I wojny światowej

W latach 1975–1998 miejscowość należała administracyjnie do województwa wrocławskiego. 

## Dawna nazwa
Do roku 1945 wieś nosiła niem. nazwę  Mohnau.

## Położenie
W odległości około 1 km na zachód od Maniowa znajduje się Maniów Mały, a 2 km na wschód - Maniów Wielki.